# Manoir de Bodalic
Le manoir de Bodalic est situé à Locqueltas en France.

## Localisation
Le manoir est situé sur le territoire de la commune de Locqueltas, au lieu-dit Bodalic, dans le département du Morbihan en région Bretagne.

## Description
Le manoir date du XVIIe siècle, édifice construit en moellons et pierre de taille de granite, un étage carré, élévation à travées. Toiture à longs pans recouverte d'ardoises, pignon découvert. Escalier dans-œuvre : escalier tournant à retours avec jour.

## Historique
Le manoir est inscrit à l'inventaire général du patrimoine culturel.